# Let's PARTY!!
Let's PARTY!!(レッツ・パーティー!!)は、SHAKALABBITSのインディーズ2枚目のシングルで、LIMITED DISTRIBUTIONから2001年5月16日に発売。

## 解説
Let's PARTY!!はOVERDOINGと同様エンジニアとの関係があまりよくなかったが、そこからメンバーはレコーディングと言うものを学んでいった。
本作に収録されている4曲はすべてオリジナル1stアルバム(EXPLORING OF THE SPACE)に収録されていない。

## 収録曲
1. 80
作詞：UKI 作曲：MAH
2. WHAT DO THEY THINK...?
作詞：UKI 作曲：MAH
3. A MAN CAN ONLY DIE ONCE!
作詞：UKI 作曲：MAH
4. BRANCH ROAD
作詞：UKI 作曲：MAH

## 収録アルバム
- MUSHROOMCAT RECORD (#1,3)

## ジャケット
このジャケットは外部のイラストレーターに発注して、もっとレトロな50'sみたいな雰囲気な感じにしている。